# Us (rzeka)
Us (ros. Ус albo Уса) – rzeka w Rosji, w Kraju Krasnojarskim, prawy dopływ Jeniseju.
Długość rzeki wynosi 236 km. Powierzchnia dorzecza obejmuje 6880 km². Wypływa z pasma górskiego Sajan Zachodni. Zasilany przez topniejący śnieg i deszcz. Średni przepływ wody wynosi w około 66m³/s w odległości 43 km od ujścia. Zamarza w listopadzie i lód utrzymuje się do kwietnia lub początku maja.